# 젠덴호르스트
젠덴호르스트(독일어: Sendenhorst)는 독일 노르트라인베스트팔렌주에 위치한 도시로 면적은 96.66km2, 높이는 68m, 인구는 13,218명(2015년 12월 31일 기준), 인구 밀도는 140명/km2이다. 함에서 북쪽으로 약 20km, 뮌스터에서 남동쪽으로 약 20km 정도 떨어진 곳에 위치한다.

시 문장